# نبرد صفین
از ۱ ذی‌الحجه ۳۶ (قمری) درگیری‌های سطحی بین دو طرف در جریان بود و پس از آن در محرم ۳۷ (قمری) به مدت یک ماه متارکه کردند. پس از به نتیجه نرسیدن مذاکرات، از اول ماه صفر درگیری‌های سنگینی به مدت ۱۱ روز در محلی به‌نام صفین که در ناحیه غربی عراق میان بالس و رقه است از سر گرفته شد. علی در آغاز خلافت، معاویه را از کارگزاری شام معزول و سهل بن حنیف را جانشین وی کرد. معاویه نپذیرفت و شام را زیر فرمان خود گرفت. پس از پایان جنگ جمل، علی، جریر بن عبدالله را به شام فرستاد تا از معاویه بیعت بگیرد. اما معاویه بیعت با علی را نپذیرفت و برای خون‌خواهی عثمان لشکری برای جنگ با علی آماده کرد. علی هم از کوفه عازم جنگ شد و در صفین جنگ سختی میان سپاه شام و عراق درگرفت. پس از نبردهای طولانی، سپاه علی در شرف پیروزی بود که با پیشنهاد عمروعاص، سپاه معاویه قرآن‌ها را بر سر نیزه کردند. با دیدن این صحنه گروهی از سپاه عراق جنگ را ترک کردند. علی نخست عبدالله بن عباس و بعد مالک اشتر را برای نمایندگی برای حکمیت معرفی نمود؛ اما گروهی که جنگ را ترک کرده بودند نپذیرفتند و ابوموسی اشعری را برگزیدند؛ بنابراین تعیین خلیفه به حکمیت میان عمروعاص و ابوموسی اشعری سپرده شد، در حکمیت خلافت به معاویه سپرده و علی از حکومت عزل شد؛ اما علی نتیجه آن را قبول نکرد و درگیری داخلی تا صلح حسن و معاویه ادامه داشت.

## منبع‌شناسی
نخستین منابع در خصوص حوادث دوران خلافت علی بن ابی طالب نظیر دیگر تاریخ‌نگاری دوران اولیه اسلام در قالب تک نگاری بوده است. برای نمونه رسول جعفریان بیش از ۱۶ تک نگاری تا نیمه نخست سده چهارم در خصوص نبرد صفین را برمی‌شمارد. از نظر وی منابع متأخر بر اساس نقل از منابع متقدم ایجاد شده‌اند. نخستین تک نگاری‌ها که در منابع از آن‌ها ذکر شده است به نیمه نخست سده دوم مربوط می‌شود نظیر «کتاب صفین» جابر بن یزید جعفی (ف ۱۲۸ ق)، آبان بن تغلب (ف ۱۴۱ ق) و ابومخنف (ف ۱۵۷ ق) همچنین چیز رابینسون بین ۷۵۰ تا ۸۵۰ میلادی از دست کم ۱۴ تک نگاری دربارهٔ نبرد صفین یاد می‌کند که در سده بعد از آن به حدود ۷ مورد کاهش می‌یابد.

## پیش‌زمینه
علی بی‌درنگ پس از کامیابی در ساکت کردن شورش طلحه و زبیر، به شام (سوریهٔ امروزی) در شمال سرزمین‌های اسلامی روی آورد. معاویه حاکم سرزمین شام بود او در زمان عمر به فرمانداری این منطقه گماشته شده بود و در زمان عثمان در آن جا تثبیت شده بود. میان شورش‌های طلحه و زبیر با شورش معاویه یک تفاوت اصلی بود که در مورد نخست، طلحه و زبیر به دنبال شورا و برگزیدن یک خلیفهٔ دیگر بودند ولی معاویه ادعا می‌کرد که به خون خواهی عثمان برخاسته است و درخواست مجازات قاتلین وی را دارد. پوناوالا می‌نویسد علی معتقد بود که عثمان به این دلیل کشته شد که مردم به خاطر اعمال مستبدانه وی تحت ظلم بودند؛ بنابراین آن‌ها مشمول مجازات نمی‌شوند. علی نامه‌ای برای معاویه نوشت و آن را به دست جریر پسر عبدالله بجلّی، فرماندار پیشین همدان که از سوی عثمان برگزیده شده بود داد تا به دست معاویه برساند و از او بیعت بگیرد ولی معاویه به بهانه‌های گوناگون جریر را در آن سرزمین نگه داشت و در این مدت دمشق را آمادهٔ نبرد با علی کرد. علی در این نامه اشاره می‌کند که:
مردمی که با ابوبکر و عمر و عثمان بیعت کردند، هم بدان سان بیعت مرا پذیرفتند، پس کسی که حاضر است نتواند دیگری را خلیفه گیرد و آنکه غایب است نتواند کردهٔ دیگران را نپذیرد…
همچنین او در این نامه به معاویه هشدار می‌دهد که در صورت زیر پا گذاشتن خواستهٔ عموم مردم و بدعت گذاشتن، با او پیکار خواهد کرد میان علی و معاویه چندین نامه نوشته می‌شود و علی از حق قانونی خودش به عنوان حاکم دفاع می‌کند معاویه نامهٔ علی را با دیرکرد پاسخ می‌دهد و در این میان خود را آمادهٔ نبرد با او می‌کند سپس نامه‌ای به علی می‌فرستد و به او پیشنهاد می‌کند که من حکومت تو را به شرطی می‌پذیرم که در جایگاه خود باقی بمانم و فرمانداری مصر را هم در دست بگیرم، چون علی این درخواست او را نمی‌پذیرد، معاویه نامهٔ اعلام جنگ و درخواست قصاص قاتلان عثمان را به جریر می‌دهد تا به دست علی رساند.
معاویه به خودمختار بودن شام به رهبری خودش اصرار می‌ورزید ولی علی مدعی بود که تمامی استانهای حکومت اسلامی، باید به‌طور مساوی با مشکلات جامعه مسلمانان روبرو شوند. معاویه در پاسخ به بهانهٔ مشارکت نداشتن در انتخاب علی، حامیان شامی خود را بسیج کرده و از بیعت با علی سرباز زد.

## لشکرکشی و جنگ

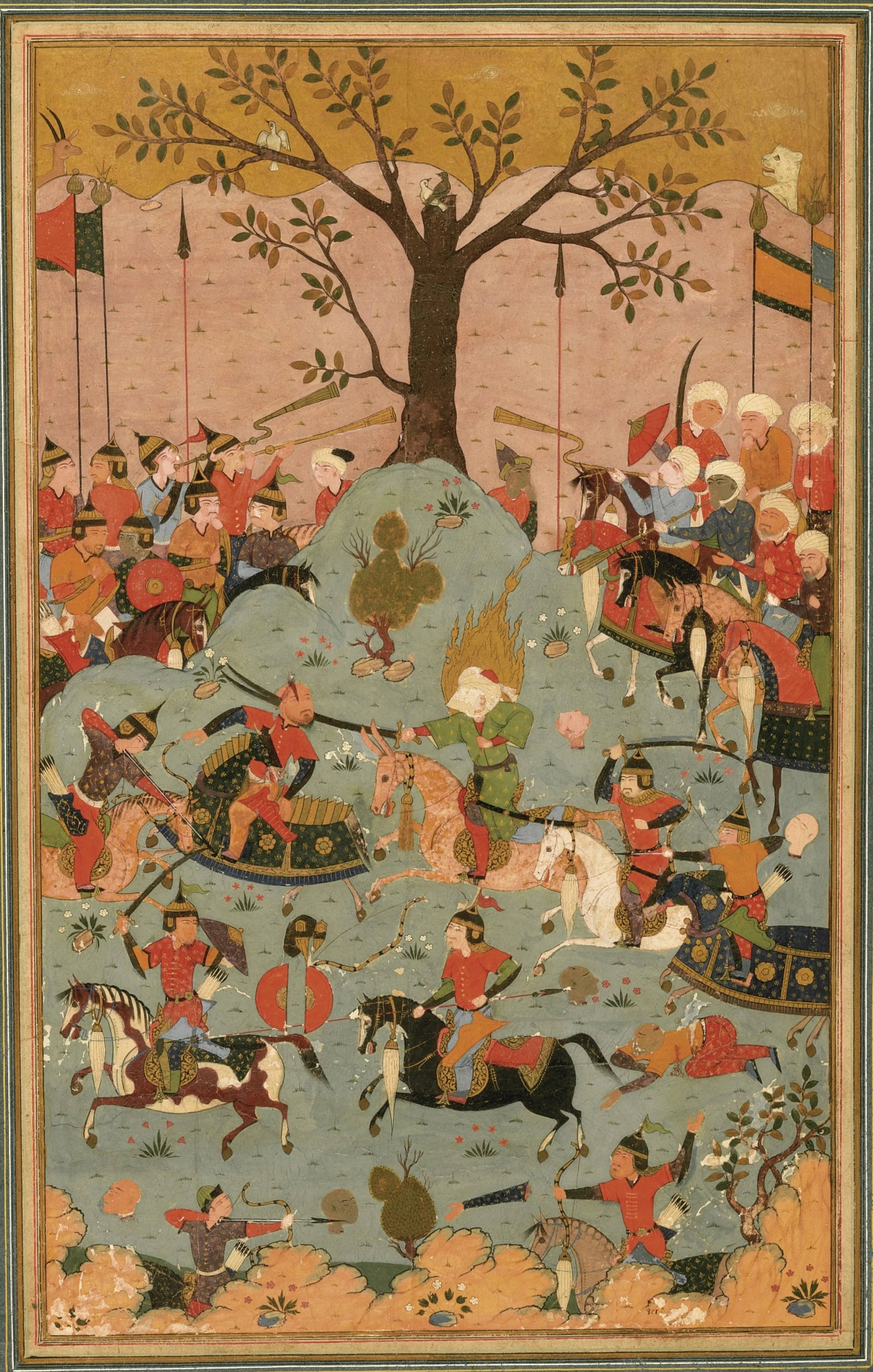
برگی مصور و تذهیب شده از یک نسخه خطی فارسی، دوره صفویه

علی با وجود سختی‌های بسیار که در داخل برایش پیش آمده بود توانست در ماه مه (ذی الحجه) سال ۶۵۷ میلادی (۳۶ هجری) سپاهی در عراق فراهم آورد و آن را روانهٔ صفین کند. چند زد و خورد میان دو سپاه صورت می‌گیرد تا آغاز ماه محرم که جنگ متوقف می‌شود، یک ماه میان دو سپاه گفتگو صورت می‌گیرد ولی هنگامی که کاملاً روشن می‌شود که گفتگو بی‌نتیجه است در ژوئیهٔ (ماه صفر) سال ۶۵۷ جنگ دوباره از سر گرفته می‌شود. در مجموع این جنگ سه ماه طول می‌کشد که بیشتر آن به گفتگو میان دو سپاه سپری می‌شود. جنگ برای هر دو گروه بسیار آسیب داشت و نتیجهٔ آن نامشخص بود تا آنجا که پس از یک هفته کارزار سخت، هنگامی که به نظر رسید سحرگاه فردا علی پیروز خواهد شد در شب آخر به نام لیله الهریر (شب ناله)، عمرو عاص به معاویه پیشنهاد کرد که تا سربازانش قرآن‌ها را بر سر نیزه بلند کنند تا در سپاه علی اختلاف و چند دستگی به وجود آید. معاویه که از اختلاف نظرها در سپاه علی آگاه بود از این وضعیت بهره‌برداری کرد و این پیشنهاد را پذیرفت.

## پایان جنگ با پذیرش حکمیت
زمانی که معاویه مالک اشتر را دید که در حال پیروزی بود با عمرو عاص مشورت کرد و به سپاه خود دستور داد قرآن بر سر نیزه کنند، سپاهیان معاویه قرآن به سرنیزه‌ها آویختند و درخواست کردند تا جنگ ادامه پیدا نکند و دو نفر بر اساس قرآن داوری کنند. این کار سپاه علی را دچار سردرگمی و تردید کرد. در حالی که علی بر ادامه جنگ اصرار داشت و به آن‌ها هشدار می‌داد که معاویه مرد دین نیست و این فریب و نیرنگ است، قاریان نمی‌توانستند به دعوت به قرآن را اجابت نکنند و حتی برخی از آن‌ها وی را تهدید کردند که اگر به جنگ ادامه دهد وی تحویل سپاه دشمن دهند یا با وی همچون عثمان عمل کنند. علی در مواجهه با تهدید سپاهیانش متارکه جنگی را پذیرفت و به علت اصرار سربازانش، به ناچار به حکمیت قرآن تن داد.
پوناوالا در این باره می‌نویسد که کاملاً روشن بود که درخواست صلح، نه برای علی که برای اهل عراق که بیشتر سپاه علی را تشکیل می‌دادند، بود تا از این رهگذر، با دستاویز قرار دادن تعصب مردم در اعتقادات مذهبی، علی را از هوادارانش جدا کند. فریب جنگی این کار برای علی روشن بود، اما شمار اندکی از سربازان او می‌خواستند جنگ را ادامه دهند. اشعث بن قیس که قدرتمندترین رهبر قبیله‌ای کوفه بود، اصرار به قبول دعوت معاویه داشت. بر پایهٔ روایت‌ها، وی به علی گفت که اگر پیشنهاد صلح را نپذیری، یک نفر هم از قبیلهٔ من برای تو نخواهد جنگید. سرباز زدن تودهٔ سپاه علی از ادامه جنگ، عامل تعیین‌کننده‌ای در پذیرش حکمیت از سوی او بود. بیشتر قاریان هم می‌خواستند صلح کنند. علی جنگ را متوقف کرد و اشعث را فرستاد تا از هدف معاویه آگاه شود. معاویه پیشنهاد کرد که هر دو طرف، داوری را برگزینند تا با هم به تصمیمی بر پایهٔ قرآن برسند و این تصمیم برای هر دو بی‌درنگ اجرا شود. اما به تدریج با روشن شدن طرح معاویه گروهی از عابدان متقی سپاه علی که حدود ۴۰۰۰ نفر بودند با طرح حکمیت به مخالفت برخاستند. از دید این گروه معاویه در واقع در پی بهره‌برداری از حکمیت برای تحکیم قدرت خود بود. آن‌ها به علی اصرار کردند که جنگ را ادامه دهد، اما با توجه به مخالفت اکثریت سپاه با تداوم جنگ، علی علی‌رغم میلش درخواست آن‌ها را نپذیرفت. بسیاری از تاریخ پژوهان معتقدند که این، ترفندی حساب شده از سوی معاویه بود.
پوناوالا می‌نویسد که در این زمان به نظر می‌رسد که معاویه هیچ گونه تلاشی برای مسائلی از قبیل خون خواهی عثمان و بازگشت به شورای انتخاب خلیفه که قبلاً بر روی آن پافشاری می‌کرد، انجام نمی‌داد. اکثر سربازان علی در این شرایط به حکمیت راضی بودند و حال به دنبال تعیین داور از سپاه علی بودند که باید با عمروعاص نماینده شامیان روبرو گردد. این مهم که داور، نماینده علی باشد یا نماینده عراقی‌ها که عمدتاً کوفی بودند، شکاف بیشتری در سپاه علی به وجود آورد. انتخاب علی ابن‌عباس یا مالک اشتر بود اما اشعث بن قیس و قاریان آن را رد کرده و بر روی ابوموسی اشعری پافشاری کردند. ابوموسی مخالف علی بود و پیش‌تر، مردم کوفه را از یاری علی بازمی‌داشت. قاریان طرفدار ابوموسی بودند چرا که وی از خودمختاری استانها طرفداری کرده بود. در این هنگام، اشعث بن قیس آرزو داشت که بلاتکلیفی بین علی و معاویه طولانی شود تا بتواند از قدرت علی جلوگیری کرده و نفوذ گذشته خود را دوباره بدست آورد. علی سرانجام به انتخاب ابوموسی رضایت داد.
توافق حکمیت در ۱۵ صفر سال ۳۷ (حدوداً ۲ اوت ۶۵۷) منعقد شد. در هنگام طرح توافق برای حکمیت علی مجبور به زدودن عنوان امیرالمؤمنین از مقابل نامش شد، تا توافق پیش رفت. معاویه اعتراض کرد که اگر از دید وی علی به واقع خلیفه بود، معاویه هرگز با وی نمی‌جنگید. بندهای اصلی توافق‌نامه مطابق با خواست جناح صلح طلب تنظیم شد. طبق توافقنامه بنا شد، وظیفه داوران نامبرده آن باشد که بر اساس احکام قرآن به توافق برسند و در هر موردی که نتوانند حکم آن را در قرآن بیابند از راهنمایی‌های سنت عادل و مورد اتفاق که در موردش بین دو طرف اختلافی نیست، استفاده کنند. موضوع حکمیت به‌طور مشخص تصریح نشد اما قرار شد که بر اساس مصلحت امت تصمیم بگیرند و امت را دچار شقاق و جنگ نکنند. زمان اولیه برای توافق هفت ماه بعد، ماه رمضان، مقرر شد و شرایطی برای مکان، شهود و دیگر شرایط تشکیل جلسه تعیین شد. به نوشته مادلونگ در روایت نصر بن مزاحم منقری شرطی مبنی بر عدم تعارض رأی حکمین با وحی الهی وجود دارد که در دیگر نسخ تاریخی نیست، هرچند بدون ذکر آن هم روشن بوده است که هر رأیی بر خلاف قرآن نامعتبر خواهد بود.
به نوشته مادلونگ نه تنها شرایط حکمیت علیه علی بود، بلکه نفس پذیرش حکمیت یک شکست سیاسی برایش محسوب می‌شد. از یک سو حکمیت باور پیروان علی به حقانیت موضعشان را سست کرد و باعث شکاف در سپاه علی شد و از سوی دیگر به شامیان اطمینان داد که ادعاهای فریبکارانه معاویه اساسی استوار در قرآن دارد. این امر پیروزی اخلاقی برای معاویه محسوب می‌شد. بدین ترتیب در شرایطی که هم علی و هم معاویه می‌دانستند که حکمیت در پایان شکست خواهد خورد، معاویه که در حال شکست در جنگ بود فرصتی یافت تا موضعش در شام را مستحکم کند و علیه علی تبلیغات نماید.

## اهمیت
به عقیدهٔ سید حسین نصر در دائرةالمعارف بریتانیکا، جنگ صفین مهم‌ترین منازعهٔ صدر اسلام پس از وفات پیامبر بوده است.